# Hüven
Hüven is een gemeente in de Duitse deelstaat Nedersaksen. De gemeente is onderdeel van de Samtgemeinde Sögel in het Landkreis Emsland. Hüven telt 542 inwoners.

## Bezienswaardigheden

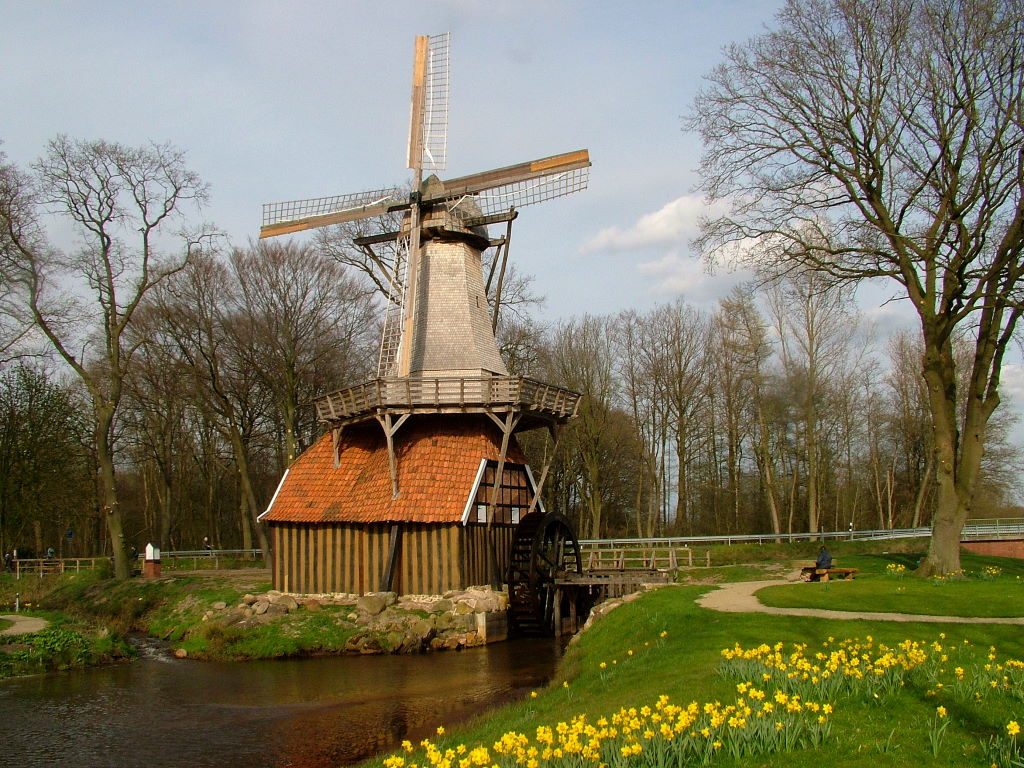
De Hüvenermühle

- In Hüven bevindt zich de Hüvenermühle, wat een gaaf exemplaar is van de zeldzaam geworden watervluchtmolen.

- Gemeinsame Normdatei: 7575934-2
- Virtual International Authority File: 242327953

Andervenne ·
Bawinkel ·
Beesten ·
Bockhorst ·
Börger ·
Breddenberg ·
Dersum ·
Dohren ·
Dörpen ·
Emsbüren ·
Esterwegen ·
Freren ·
Fresenburg ·
Geeste ·
Gersten ·
Groß Berßen ·
Handrup ·
Haren (Ems) ·
Haselünne ·
Heede ·
Herzlake ·
Hilkenbrook ·
Hüven ·
Klein Berßen ·
Kluse ·
Lähden ·
Lahn ·
Langen ·
Lathen ·
Lehe ·
Lengerich ·
Lingen ·
Lorup ·
Lünne ·
Meppen ·
Messingen ·
Neubörger ·
Neulehe ·
Niederlangen ·
Oberlangen ·
Papenburg ·
Rastdorf ·
Renkenberge ·
Rhede ·
Salzbergen ·
Schapen ·
Sögel ·
Spahnharrenstätte ·
Spelle ·
Stavern ·
Surwold ·
Sustrum ·
Thuine ·
Twist ·
Vrees ·
Walchum ·
Werlte ·
Werpeloh ·
Wettrup ·
Wippingen